# 2026 Cottrell
A 2026 Cottrell (ideiglenes jelöléssel 1955 FF) a Naprendszer kisbolygóövében található aszteroida. Indianai Egyetem fedezte fel 1955. március 30-án.